# ダグラス・ハイド
ダグラス・ハイド（英語: Douglas Hyde, アイルランド語: Dubhghlas de hÍde、1860年1月17日 - 1949年7月12日）は、アイルランドの学者。初代アイルランド大統領。アイルランドにおいて影響力のある文化組織・ゲール語連盟を設立した。
1992年から発行されていたアイルランドの50ポンド紙幣に肖像が使用されていた。

## 生涯
ロスコモン県カスルリーで生まれた。父アーサー・ハイドはプロテスタントのアイルランド国教会（聖公会に属する）の教区司祭であった。1867年に父の異動に伴いフレンチパークへ引っ越し、そこで地元の老人らが話すアイルランド語に幼いハイドは魅了された。当時英語より劣るものとされ、見下げられていたアイルランド語にのめり込んだものの、父親のように教会の仕事に就いて欲しいとする家族の期待もあり、彼はトリニティー・カレッジへ入学し、フランス語・ラテン語・ドイツ語・ギリシャ語・ヘブライ語に精通するようになる。
1893年、ゲール語連盟を設立する。
ハイドはシン・フェイン党とアイルランド独立運動とは関係を持たなかったが、アイルランド自由国の行政評議会議長（首相）であった友人W・T・コズグレイヴ（フィアナ・フォール所属）に依頼されてシャナズ・エアラン（上院）議員に立候補し当選した。しかし、プロテスタントであること、離婚の合法化支持（ハイド自身は離婚に否定的な考えを持っていた）などから致命的なダメージを受け、1925年に議席を失った。その後、ハイドは母校の教授となった。
1938年4月、既に教職を退いていたハイドはアイルランド大統領に選出される。独立運動から中間の立場に身を置いていたこと、既に議席を失って久しい一般人であったこと、独裁者となる可能性が低いこと、彼が興したゲール語連盟がアイルランド独立運動に与えた影響に敬意を表する、などの理由からであった。
天神ひげを生やした風貌、温かな人柄から、ハイドは国民に人気のある大統領であった。アメリカ大統領フランクリン・ルーズベルトはハイドを『優れたそして博識な老紳士』と呼んだ。また、大統領時代のハイドは、イギリス王ジョージ5世と切手収集について書簡を交わしていた。
1945年6月25日に大統領職を満了したが、悪化していた体調のために故郷ロスコモン県の自宅へ戻ることはなかった。新たに移り住んだ自宅で4年暮らした後、1949年7月12日夜、89歳の生涯を閉じた。

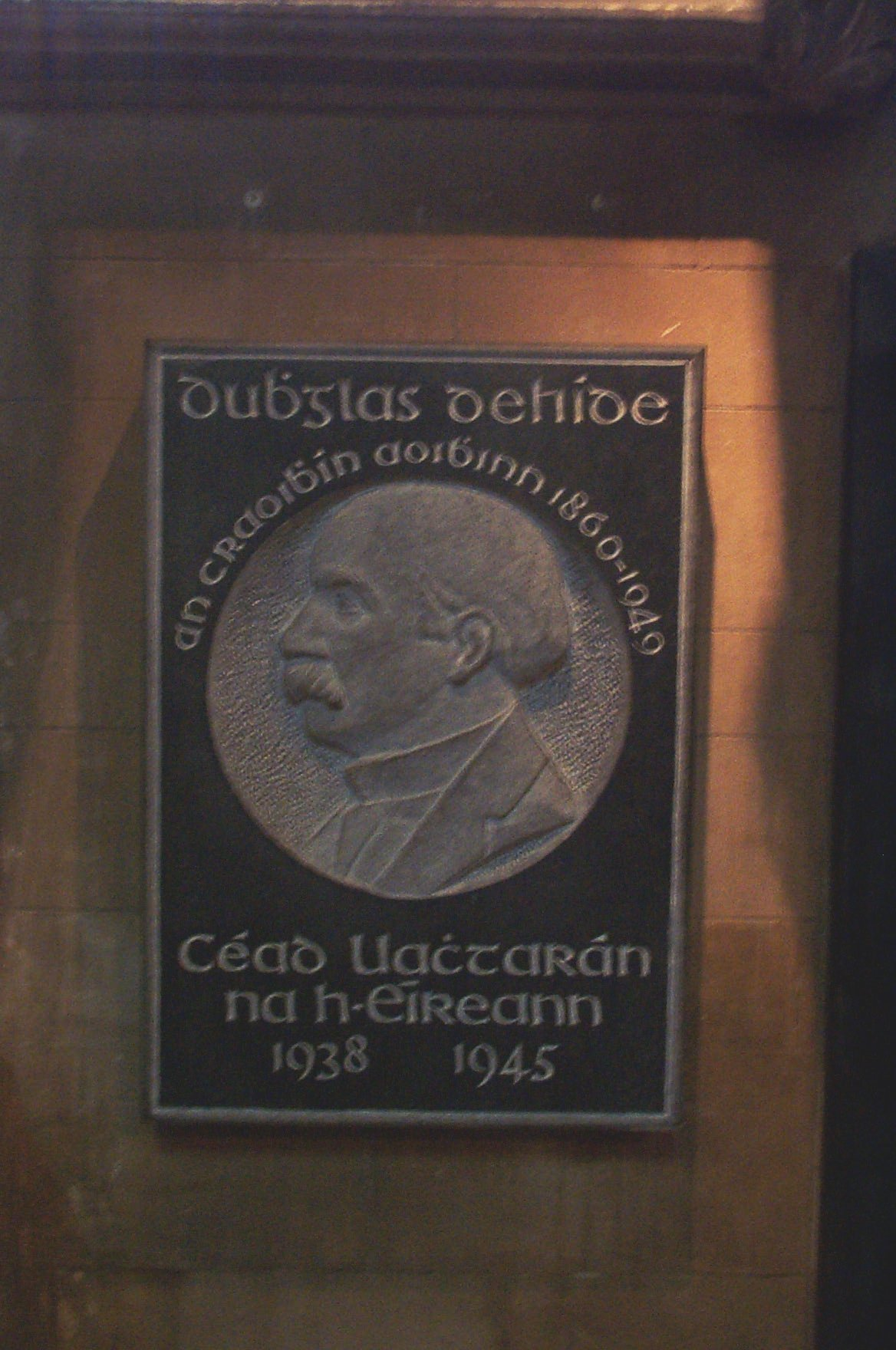
聖パトリック大聖堂にあるダグラス・ハイド記念碑

アイルランド前大統領として、ハイドは国葬されることになった。ここで儀礼上の問題が持ち上がった。アイルランド国教会信徒であったハイドの葬儀は、ダブリン市内の聖パトリック大聖堂（アイルランド国教会）で行われることになった。しかし当時の宗教規則は、カトリック信徒が国教会行事に出席することを禁じていたのである。その結果、プロテスタントであったノエル・ブラウンを除いた当時の閣僚らは、聖パトリック大聖堂の外で葬儀を見守ることとなった。ハイドの棺が大聖堂を出ると、閣僚らは行列に加わった。エイモン・デ・ヴァレラは葬儀に出席せず、フィアナ・フォールの長老でアイルランド国教会信徒であったアースキン・ハミルトン・チルダース（のち大統領となる）が代理として出席した。